# فرنسيس د. ليون
فرنسيس د. ليون (بالإنجليزية: Francis D. Lyon)‏ هو مونتير ومخرج أمريكي، ولد في 29 يوليو 1905 في مقاطعة بوركي في الولايات المتحدة، وتوفي في 8 أكتوبر 1996 في غرين فالي في الولايات المتحدة.

## وصلات خارجية
- فرنسيس د. ليون على موقع IMDb (الإنجليزية)
- فرنسيس د. ليون على موقع ألو سيني (الفرنسية)
- فرنسيس د. ليون على موقع أول موفي (الإنجليزية)
- فرنسيس د. ليون على موقع قاعدة بيانات الأفلام السويدية (السويدية)
- فرنسيس د. ليون على موقع قاعدة بيانات الفيلم (الإنجليزية)
- فرنسيس د. ليون على موقع كينوبويسك (الروسية)